# 颱風利奧
颱風利奧（英語：Typhoon Leo，國際編號：9902，台灣編號：9905，聯合颱風警報中心：05W）為1999年太平洋颱風季第5個被命名的熱帶氣旋，亦是香港自二次大戰以來令天文台最早懸掛八號信號的熱帶氣旋。利奧更一度被美國聯合颱風警報中心評為中心風力達205公里每小時，路徑更直趨香港。然而，利奧受東北季候風影響，襲港時迅速減弱及轉向東北，對香港的威脅大減。

## 發展過程
一熱帶低氣壓在4月28日於西沙群島西南約170公里處形成，命名為利奧。它在南海向東北移動，並在當日下午增強為一熱帶風暴。兩日後利奧進一步發展成為一颱風。它在5月1日開始減弱，成為一強烈熱帶風暴並移向廣東沿岸海域。利奧隨後以西北途徑趨近香港，但在5月2日下午稍後時間向偏東路徑移離香港。隨後利奧減弱為一熱帶低氣壓後便在當晚於大亞灣附近登陸並變為一低壓區。 

## 影響

### 香港
- 當地懸掛之最高熱帶氣旋警告信號： 八號東北烈風或暴風信號
- 最接近當地時間：5月2日下午5時
- 最接近當地位置：香港天文台總部之東南偏東約45公里

香港天文台4月29日上午9時40分懸掛一號戒備信號，當時利奧位於香港西南偏南約600公里。利奧在4月30日增強為一颱風。受利奧及東北季候風的共同影響，香港離岸海域及高地吹強風，海面風浪亦頗大。天文台於4月30日下午4時15分改掛三號強風信號。利奧在隨後兩日繼續逼近香港。在5月2日，橫瀾島風力增強並在午前已持續吹烈風。5月2日下午，利奧的低層環流中心繼續受低層偏東氣流引導，因此轉為西北偏北移動，直逼香港，但同時其深層對流已被高層西風所切走，減弱為熱帶風暴。由於天文台預測利奧會維持熱帶風暴強度進入香港100公里範圍 ，所以在該日下午1時30分懸掛八號東北烈風或暴風信號。這是自一九四六年以來最早懸掛八號熱帶氣旋警告信號的一次。橫瀾島在5月2日中午12時至下午1時錄得一小時平均風速為90公里，最高陣風則達每小時130公里。利奧接著於下午5時在香港天文台的東南偏東約45公里處掠過，然而，利奧於稍後時間轉向東北移入內陸，遠離香港，香港風勢緩和。期間，香港境內共有三個氣象站錄得烈風程度以上之風力。另外有三個位於郊外的氣象站亦錄得強風之風力。利奧在掠過香港以東期間減弱為熱帶低氣壓，香港天文台亦於下午5時30分改懸三號強風信號。到晚上8時45分，利奧遠離香港並於大亞灣附近登陸，所有信號除下。
受利奧的影響下，香港有六宗大樹倒塌的報告。三名男子在海上遇險獲救及一婦人在柴灣滑倒而受輕傷。路滑亦導致13人分別在三宗交通意外中受傷。大部份渡輪服務在利奧的吹襲下亦曾一度停航。兩班飛往香港及曼谷的航機被迫要取消。香港島有五個泳灘的防鯊網被大浪吹致毀壞不堪。另外，在香港以外離橫瀾島約275公里處一艘貨輪遇到風浪而於4月30日沉沒。一名船員死亡，13人失蹤。其餘七人在巨浪中獲救。
很多市民對天文台的做法不滿，原因是天文台懸掛八號信號後不久，利奧即受乾燥東北季候風影響快速減弱為熱帶低氣壓及轉向，八號信號僅懸掛4小時，引起市民混亂。受地形屏蔽影響及當時利奧風力結構快速崩潰，導致香港的風勢太弱，引致部份市民對天文台是否需要懸掛八號信號的做法提出質疑。有市民認為天文台可以觀察當日(5月2日)香港中午至黃昏的天氣狀況才決定是否需要懸掛八號信號，而不是在一個熱帶風暴進入香港100公里範圍便急急懸掛八號信號令市面混亂，在此情況下懸掛八號信號，令市民誤以為通常八號信號生效時風勢微弱，市民紛紛外出，甚至在岸邊追風。亦有市民認為當時天文台預測利奧會以熱帶風暴強度進入香港100公里範圍內是有需要懸掛八號信號。
天文台事後解釋在決定是否改掛更高信號時，會考慮所有相關因素，但公眾安全是首要顧及的。橫瀾島在5月2日中午12時至下午1時錄得一小時平均風速為90公里，香港地下天文台曾指出此情況表示烈風已影響南部離岸地區，並有跡象可能向更多地區擴展。並不容許天文台再等候多數小時才決定是否懸掛八號信號，在保障公眾安全的角度是有需要懸掛八號信號的。

### 葡屬澳門
當地懸掛之最高熱帶氣旋信號： 一號風球
最低站氣壓：994 hPa（5月2日 04:29） 
最高風速：42km/h（東北偏北風）（4月30日 10:00） 
最高陣風：69km/h（5月1日 11:51）

## 熱帶氣旋警告使用紀錄

### 香港
| 香港天文台 熱帶氣旋警告信號 | 香港天文台 熱帶氣旋警告信號 | 香港天文台 熱帶氣旋警告信號 |
| --------------------------- | --------------------------- | --------------------------- |
| 上一熱帶氣旋                | 一號戒備信號                | 下一熱帶氣旋                |
| 強颱風寶絲                  | 一號戒備信號                | 颱風瑪姬                    |
| 強颱風寶絲                  | 三號強風信號                | 颱風瑪姬                    |
| 颱風維克托                  | 八號東北烈風或暴風信號      | 颱風瑪姬                    |
| 颱風維克托                  | 八號烈風或暴風信號          | 颱風瑪姬                    |

### 葡屬澳門
| 地球物理暨氣象台 熱帶氣旋信號 | 地球物理暨氣象台 熱帶氣旋信號 | 地球物理暨氣象台 熱帶氣旋信號 |
| ----------------------------- | ----------------------------- | ----------------------------- |
| 上一熱帶氣旋                  | 一號風球                      | 下一熱帶氣旋                  |
| 颱風寶絲                      | 一號風球                      | 颱風瑪姬                      |

## 外部連結
1. ↑  http://www.hk-mcc.net/hkmw/oldtc/leo/leo.htm （页面存档备份，存于） 香港氣象網 颱風利奧]
2. ↑  .   [2018-01-07]. （原始内容存档于2021-03-19）. （页面存档备份，存于）
3. ↑  .   [2013-12-20]. （原始内容存档于2013-12-20）. （页面存档备份，存于）

- 香港天文台-利奧 （页面存档备份，存于）
- 香港氣象網-利奧 （页面存档备份，存于）